# زکریا هاشمی
زکریا هاشمی (زاده ۴ اسفند ۱۳۱۵ در شهر ری) نویسنده، کارگردان، بازیگر و فیلمبردار ایرانی است.

## زندگی
وی در سال ۱۳۱۵ در شهر ری زاده شد. از جوانی در استودیوهای پارس فیلم، بدیع و میثاقیه مشغول به کار شد و پس از آشنایی با فرخ غفاری به دنیای بازیگری سینما پا گذاشت. پس از آن ابراهیم گلستان وی را برای بازی در فیلم دریا انتخاب کرد که آن فیلم ناتمام ماند و هرگز ساخته نشد. پس از تعطیلی پروژه دریا، گلستان بازی در نقش اول فیلم خشت و آینه را به هاشمی پیشنهاد کرد.
زکریا هاشمی هم‌زمان با کار در استودیو گلستان، به نوشتن رمان طوطی پرداخت و در این زمینه فروغ فرخزاد و ابراهیم گلستان از مشوقان او بودند. با تعطیلی استودیو گلستان، هاشمی به مستندسازی برای تلویزیون روی آورد.
در سال ۱۳۵۵ فیلم طوطی را بر اساس رمان خودش ساخت که این فیلم به دستور وزارت فرهنگ و هنر وقت توقیف شد و هیچ‌گاه به نمایش عمومی در نیامد.
زکریا هاشمی چند سال پس از انقلاب ۱۳۵۷ در ایران مشغول فعالیت بود. پس از شروع جنگ ایران و عراق برای تهیه چند فیلم به جبهه جنگ رفت که حاصل آن حضور، کتاب چشم باز گوش باز شد که روایتی از زشتی‌ها و فجایع جنگ است. هاشمی سرانجام در سال ۱۳۶۳ به فرانسه مهاجرت کرد و در آنجا برای گذران زندگی به شغل آشپزی روی آورد.

## نوشته‌ها
- طوطی
- چشم باز و گوش باز
- کاغذهای رنگی مچاله شده[۴]
- آخرین اعدام
- سلاخ
- شکار
- عیّار
- در سنگلاخِ زندگی

## فیلم‌ها

### بازیگر
- شب‌نشینی در جهنم (۱۳۳۵)،بازیگر
- جنوب شهر (١٣٣٧)، بازیگر
- بیژن و منیژه (۱۳۳۷)، بازیگر
- شب قوزی (۱۳۴۳) بازیگر
- خشت و آینه (۱۳۴۴) بازیگر و دستیار کارگردان
- الماس ۳۳ (۱۳۴۶) بازیگر
- تک تازان صحرا (۱۳۴۷) بازیگر
- خداحافظ رفیق (۱۳۵۰) بازیگر
- تپلی (۱۳۵۱) بازیگر
- تعقیب تا جهنم (۱۳۵۲) بازیگر
- دشمن (۱۳۵۲) بازیگر
- کنیز (۱۳۵۳) بازیگر
- جوانمرد (۱۳۵۳) بازیگر
- تعصب (۱۳۵۴) بازیگر
- هم خون (۱۳۵۴) بازیگر
- طوطی (۱۳۵۶) بازیگر
- شارلوت به بازارچه می‌آید (۱۳۵۶) بازیگر
- حکم تیر(۱۳۵۶) بازیگر
- پایگاه جهنمی (۱۳۶۳) بازیگر
- ریشه در خون (۱۳۶۳) بازیگر

### کارگردان و نویسنده
- دانه زمینی و آموزش روستایی (مستند کوتاه برای تلویزیون، دهه چهل)
- عروسی (مستند کوتاه)
- درخت مراد (فیلم تلویزیونی)
- فاجعه کربلا (مستند کوتاه، ۱۳۴۸)
- سه قاپ (۱۳۵۰)
- پری (کوتاه، ۱۳۵۱)
- زن باکره (۱۳۵۲)
- طوطی (۱۳۵۵)